# Бродовка (река)
Бродовка (в верховье Савкова) — река в России, протекает по Пригородному району Свердловской области. Устье Бродовки находилось в 183 км по правому берегу реки Нейвы, в настоящее время впадает в Петрокаменский пруд. Длина Бродовки составляет 18 км.
На реке расположены деревня Шумиха, село Бродово и деревня Дубасова.

## Данные водного реестра
По данным государственного водного реестра России, Бродовка относится к Иртышскому бассейновому округу, речному бассейну Иртыша, речному подбассейну Тобола. Водохозяйственный участок реки — Реж (без реки Аяти от истока до Аятского гидроузла) и Нейва (от Невьянского гидроузла) до их слияния.
Код объекта в государственном водном реестре — 14010501812111200006433.